# Наґошево (гміна Острув-Мазовецька)
Наґошево (пол. Nagoszewo) — село в Польщі, у гміні Острув-Мазовецька Островського повіту Мазовецького воєводства.
Населення — 373 особи (2011).

## Демографія
Демографічна структура станом на 31 березня 2011 року:
|          | Загалом | Допрацездатний вік | Працездатний вік | Постпрацездатний вік |
| -------- | ------- | ------------------ | ---------------- | -------------------- |
| Чоловіки | 176     | 36                 | 114              | 26                   |
| Жінки    | 197     | 42                 | 100              | 55                   |
| Разом    | 373     | 78                 | 214              | 81                   |